# 新冠郡
- 令制国一覧 > 北海道 (令制) > 日高国 > 新冠郡
- 日本 > 北海道 > 日高振興局 > 新冠郡

北海道新冠郡の位置（黄:新冠町）

新冠郡（にいかっぷぐん）は、北海道（日高国）日高振興局の郡。
人口4,972人、面積585.71km²、人口密度8.49人/km²。（2025年6月30日、住民基本台帳人口）
以下の1町を含む。
- 新冠町（にいかっぷちょう）

## 郡域
1879年（明治12年）に行政区画として発足して以来、郡域は上記1町のまま変更されていない。

## 歴史

### 郡発足までの沿革
江戸時代の新冠郡域には、松前藩によってニイカップ場所が開かれていた。陸上交通は、渡島国の箱館から道東や千島国方面に至る陸路（国道235号の前身）が通じていた。江戸時代後期、新冠郡域は東蝦夷地に属していた。国防のため寛政11年新冠郡域は天領とされたが、文政4年には一旦松前藩領に復したものの、安政2年再び天領となり仙台藩が警固をおこなった。万延年間、高江村字タカエサラ（現在の判官館付近）に氷川神社が奉斎される。戊辰戦争（箱館戦争）終結直後の1869年、大宝律令の国郡里制を踏襲し新冠郡が置かれた。

### 郡発足以降の沿革
- 明治2年

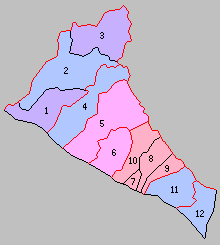
北海道一・二級町村制施行時の新冠郡の町村（4.新冠村 青：区域が発足時と同じ町村）

  - 8月15日（1869年9月20日） - 北海道で国郡里制が施行され、日高国および新冠郡が設置される。開拓使が管轄。
  - 8月19日（1869年12月26日） - 徳島藩の領地となる（北海道の分領支配）。
- 明治4年
  - 3月15日（1871年5月4日） - 稲田邦植の領地となる（同上）。
  - 8月20日（1871年10月4日） - 廃藩置県により再び開拓使の管轄となる。
- 明治5年
  - 4月9日（1872年5月15日） - 全国一律に戸長・副戸長を設置（大区小区制）。
  - 10月10日（1872年11月10日） - 4月に設置された区を大区と改称し、その下に旧来の町村をいくつかまとめて小区を設置（大区小区制）。
- 明治9年（1876年）9月 - 従来開拓使において随意定めた大小区画を廃し、新たに全道を30の大区に分ち、大区の下に166の小区を設けた。

- 第22大区
  - 4小区 ： 大狩部村、葉朽村、受乞村、元神部村、比宇村、泊津村、高江村、去童村、姉去村、万揃村、滑若村

- 明治12年（1879年）7月23日 - 郡区町村編制法の北海道での施行により、行政区画としての新冠郡が発足。
- 明治13年（1880年）3月 - 勇払郡外四郡役所（勇払白老千歳沙流新冠静内郡役所）の管轄となる。
- 明治15年（1882年）2月8日 - 廃使置県により札幌県の管轄となる。
- 明治19年（1886年）1月26日 - 廃県置庁により北海道庁札幌本庁の管轄となる。
- 明治20年（1888年）6月 - 浦河郡外六郡役所（浦河三石様似幌泉沙流新冠静内郡役所）の管轄となる。
- 明治30年（ 1897年）11月5日 - 郡役所が廃止され、浦河支庁の管轄となる。
- 大正12年（1923年）4月1日 - 北海道二級町村制の施行により、高江村、大狩部村、葉朽村、受乞村、元神部村、比宇村、泊津村、去童村、姉去村、万揃村、滑若村の区域をもって高江村（二級村）が発足。即日改称して新冠村（二級村）となる。（1村）
- 昭和7年（1932年）8月15日 - 浦河支庁が改称して日高支庁となる。
- 昭和18年（1943年）6月1日 - 北海道一・二級町村制が廃止され、北海道で町村制を施行。二級町村は指定町村となる。
- 昭和21年（1946年）10月5日 - 指定町村を廃止。
- 昭和22年（1947年）5月3日 - 地方自治法の施行により北海道日高支庁の管轄となる。
- 昭和36年（1961年）9月1日 - 新冠村が町制施行して新冠町となる。（1町）
- 平成22年（2010年）4月1日 - 日高支庁が廃止され、日高振興局の管轄となる。